# Jon Gordon
Jon Barry Gordon (* 23. Dezember 1966 in Staten Island) ist ein amerikanischer Jazzmusiker (Alt- und Sopransaxophon, Komposition).

## Leben und Wirken
Gordon, dessen Mutter Sängerin und in erster Ehe mit dem Saxophonisten Bob Gordon verheiratet war, besuchte bis 1984 die High School of Performing Arts, um dann bis 1988 an der Manhattan School of Music zu studieren. Auch nahm er Privatstunden bei Phil Woods. Während des Studiums spielte er mit Barney Kessel, Roy Eldridge, Charles McPherson, Al Grey, Doc Cheatham, Phil Woods und Mike Stern. Ab 1988 arbeitete er mit Red Rodney (1988), Loren Schoenberg, Bill Mays (1990) und Ron McClure, um dann eine eigene Band zu gründen, mit der er seit 1992 mehrere Alben vorlegte, die von der Kritik besonders gewürdigt wurden. 1996 gewann er als Instrumentalist den Thelonious-Monk-Wettbewerb. Sein Album Within Worlds wurde vom Down Beat als eine der besten Produktionen des Jahres 2008 hervorgehoben. Als Komponist experimentiert er mit ungewöhnlichen Formen und avancierten Harmoniefolgen, versucht aber (nach eigenen Worten) nicht den Sinn für die Melodie zu verlieren.
Weiterhin war er Mitglied des All-Star-Ensembles Jazz Nativity (zu dem auch Dave Brubeck, Ron Carter und Tito Puente gehörten). Auch wurde er zu zahlreichen nordamerikanischen und europäischen Jazzfestivals eingeladen und war mit Maria Schneider, The Vanguard Orchestra, Chico Hamilton, Jimmy Cobb, Ben Riley, Harry Connick, Bob Mintzer, Bill Mobley, Magni Wentzel, Kevin Mahogany und dem N.Y. Pops Orchestra zu hören.

## Diskographische Hinweise
- Currents (Double-Time 1998; mit Ben Monder, Ed Simon, Larry Grenadier, Bill Stewart, Adam Cruz)
- Jon Gordon/Bill Charlap Contrasts (Double-Time 2001)
- Evolution (ArtistShare 2009)
- Jon Gordon, Baptiste Herbin, Géraldine Laurent, Pierrick Pédron: Altesques (Space Time 2024)

## Lexikalische Einträge
- Leonard Feather, Ira Gitler: The Biographical Encyclopedia of Jazz. Oxford University Press, New York 1999, ISBN 0-19-532000-X.